# Igarapé-Açu

Igarapé-Açu este un oraș în Pará (PA), Brazilia.
Localitatea este situată la 01º07'44" latitudine sud și 47º37'12" longitudine vest, la o altitudine de 50 metri deasupra nivelului mării. 
În anul 2004, populația era de 35 097 de locuitori. Are o suprafață de 800,3239 km².
Se găsește la circa 100 km est de Belém.
În zonă se practică agricultura pe parcele mici, obținute prin arderea pădurii.